# Любиша Беара
Любиша Беара (серб. Љубиша Беара / Ljubiša Beara; 14 липня 1939, Сараєво, Королівство Югославія — 9 лютого 2017, Берлін, Німеччина) — сербський військовик, полковник Республіки Сербської та начальник контррозвідки штабу Війська Республіки Сербської.

## Біографія
На фронті з 1991 року. Приводом для відходу у Військо Республіки Сербської стала різанина на весіллі в Бащаршії. Служив з 1991 по 1995 роки у Штабі Війська Республіки Сербської начальником контррозвідки, а також командував підрозділом військової поліції при штабі.
26 жовтня 2002 року Міжнародний трибунал з колишньої Югославії відкрив проти Беари кримінальну справу за звинуваченням у геноциді боснійців та участі у різанині у Сребрениці та Жепі. 10 жовтня 2004 року Беара добровільно прибув до Гааги і здався. 10 червня 2010 року суд визнав його винним за всіма пунктами і засудив до довічного позбавлення волі. Подана Беарою апеляція була відхилена. Відбував покарання в одній із німецьких в'язниць, де й помер.